# Rosa 'Hansaland'
Rosa 'Hansaland' — сорт роз, относится к классу Гибриды розы Ругоза. 
Используется в качестве декоративного садового растения. 

## Биологическое описание
Высота куста 120—180 см, ширина около 100 см. Кусты прямостоячие.
Листья ярко-зелёные, полуглянцевые. 
Цветки в небольших соцветиях, поникающие, средних размеров (около 7 см в диаметре), полумахровые, тёмно-красные. Аромат слабый или отсутствует. 
Цветение на протяжении всего сезона.

## В культуре
Удаление отцветших цветков способствует более обильному повторному цветению.
Зоны морозостойкости (USDA-зоны): от 6b до более тёплых. По данным другого источника от 3 до более тёплых. Устойчивость к дождю, чёрной пятнистости и мучнистой росе высокие. 